# Xã Wilson, Quận Tripp, Nam Dakota
Xã Wilson (tiếng Anh: Wilson Township) là một xã thuộc quận Tripp, tiểu bang Nam Dakota, Hoa Kỳ. Năm 2010, dân số của xã này là 107 người.